# Ли, Кэролин
Ка́ролин Ли или Кэ́ролин Ли (англ. Carolyn Leigh, 12 августа 1926 год — 19 ноября 1983 год) — американская поэтесса, автор стихов к популярным песням, мюзиклам, кинофильмам. Известна плодотворным сотрудничеством с композитором Саем Коулмэном. Их песни «Witchcraft» («Колдовство», 1957 год) и «The Best Is Yet to Come» («Лучшее впереди», 1962 год) популярны более полувека.

## Биография
Родилась в Бронксе, Нью-Йорк, после завершения колледжа обучалась в Нью-Йоркском университете. Работала копирайтером для радиостанций и рекламных агентств. В начале 1950-х годов приглашена в группу авторов для работы над музыкальным спектаклем по сказке Джеймса Мэтью Барри «Питер Пэн», который с успехом выходит в 1954 году. В это же время знакомится с композитором Саем Коулмэном. Результатом совместного творчества стали песни «Witchcraft» («Колдовство», 1957 год) и «The Best Is Yet to Come» («Лучшее впереди», 1962 год), записанные Фрэнком Синатрой (а позже и многочисленными другими исполнителями). В соавторстве были написаны мюзиклы: «Wildcat» («Рискованное дело», 1960 год), «Real Live Girl» («Настоящая живая девчонка») и «Little Me» («Маленькая Я», 1962 год), который был в 1963 году номинирован на премию Тони в 10 категориях, в том числе «Лучший мюзикл», «Лучшая музыка и стихи» (награды удостоена только работа Боба Фосса, как лучшего хореографа).
Позже творческий союз распадается.
В 1967 году работает с композитором Элмером Бернстайном и юмористом Максом Шульманом над мюзиклом «How Now, Dow Jones» («А как сейчас, Доу-Джонс?»), который был с успехом принят критиками и номинирован на премию Тони в 6 категориях.
Скончалась 19 ноября 1983 года от сердечного приступа.

## Культурное влияние
Песня «Witchcraft» («Колдовство», 1957 год) впервые исполнена Фрэнком Синатрой, позже её исполняли: Билл Эванс в 1959 году, Элла Фицджеральд в 1961 году, Сара Вон Sassy в 1962 году. В одном из телевизионном шоу Фрэнк Синатра перепел классическую песню Пресли Love Me Tender, а Пресли в ответ исполнил именно Witchcraft. Песня была использована во многих художественных и телевизионных фильмах, в том числе:
- Это Элвис в 1981 году;
- Микки и Мод в 1984 году;
- Bart the Murderer — четвёртый эпизод третьего сезона мультсериала "Симпсоны"в 1991 году;
- Фокус-покус в 1993 году;
- Спасите Грейс в 2000 году;
- Моя жена меня приворожила в 2005 году.

Ещё больший «послужной список» фильмов. в которых была использована песня «The Best Is Yet to Come» («Лучшее впереди», 1962 год):
- Коррупционер в 1999 году;
- Звёздный путь: Глубокий космос 9 в 1999 году;
- Анализируй это в 1999 году;
- Вернись в 2000 году;
- Космические ковбои в 2000 году;
- Чего хотят женщины в 2000 году;
- Сердцеедки в 2001 году;
- Бернард и Дорис в 2006 году.